# La signora Frola e il signor Ponza, suo genero

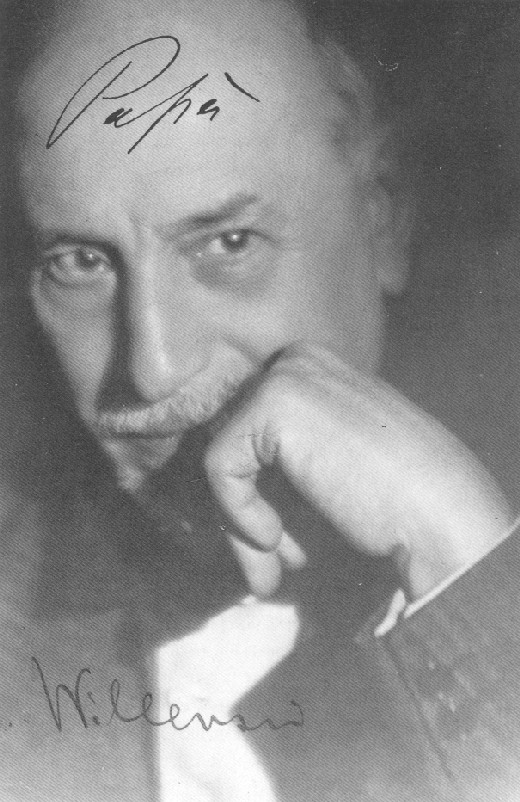
Pirandello nel 1933

La signora Frola e il signor Ponza, suo genero è una novella di Luigi Pirandello pubblicata nel 1917 nella raccolta E domani, lunedì....
Tutta la novella è intesa a sostenere la tesi che la verità è nascosta nei cuori dei personaggi, elemento ricorrente in varie opere di Pirandello. Infatti, sia la signora Frola sia il genero si esprimono con argomentazioni assennate e fondate; dunque, se uno dei due dice la verità, l'altro dev'essere per forza pazzo.
Questa tesi viene poi calata in un pettegolo e angusto mondo di provincia, nei cui paesi tutti conoscono tutti e ogni stranezza diventa il problema dell'intera popolazione.
Tutte le donne che compaiono in Così è (se vi pare), trasposizione teatrale della novella, non possono accettare questo concetto, che invece viene sostenuto da Lamberto Laudisi, personaggio appunto inserito da Pirandello per dar voce alle sue idee, anche con un dialogo con la sua immagine allo specchio. Sarà proprio lui, che sostiene che ognuno ha una propria verità, ad aver ragione alla fine, quando la giovane donna dirà: «per me, io sono colei che mi si crede».
La considerazione della signora Frola e del signor Ponza della pazzia dell'altro non è maligna ma pietosa: ognuno è dispiaciuto per l'altro e, secondo la propria verità, fa di tutto per aiutarlo. Ciò è dovuto al fatto che entrambi credono di possedere la vera realtà, che però, secondo l'idea di Pirandello, non è unica e quindi nessuno potrà mai esserne padrone.
Intrisa, soprattutto la rappresentazione teatrale, di una morale: bisogna sempre rispettare il pensiero e il dolore di ognuno.

## Dalla novella al teatro
La signora Frola e il signor Ponza, suo genero viene poi ripresa nel dramma Così è (se vi pare), esempio di passaggio dalla novella al teatro.
Il racconto e la sua trasposizione teatrale hanno una trama di fondo in comune e i personaggi principali sono gli stessi, ma lo sviluppo della narrazione si differenzia, soprattutto nella seconda parte della rappresentazione. Per prima cosa i commenti del narratore vengono assegnati a un personaggio principale del teatro, Lamberto Laudisi, per altro non presente nella novella, e i dialoghi fra i personaggi che conoscono entrambi i punti di vista sono molto più frequenti in Così è (se vi pare), anche se riprendono sempre idee e pensieri già espressi nel racconto originale.
Nella seconda parte della rappresentazione si trovano anche due incontri tra la signora Frola e il genero, il primo programmato dalle signore di Valdana e il secondo involontario, che non sono presenti nella novella. Il finale di Così è (se vi pare), inoltre, è caratterizzato dalla comparsa in scena della prima o seconda moglie del signor Ponza, personaggio che, invece, ha un ruolo marginale in La signora Frola e il signor Ponza, suo genero.

## Edizioni
- Luigi Pirandello, Novelle per un anno, Prefazione di Corrado Alvaro, Mondadori 1956-1987, 2 volumi. 0001690-7
- Luigi Pirandello, Novelle per un anno, a cura di Mario Costanzo, Prefazione di Giovanni Macchia, I Meridiani, 2 volumi, Arnoldo Mondadori, Milano 1987 EAN: 9788804211921
- Luigi Pirandello, Tutte le novelle, a cura di Lucio Lugnani, Classici Moderni BUR, Milano 2007, 3 volumi.
- Luigi Pirandello, Novelle per un anno, a cura di S. Campailla, Newton Compton, Grandi tascabili economici.I mammut, Roma 2011 Isbn 9788854136601
- Luigi Pirandello, Novelle per un anno, a cura di Pietro Gibellini, Giunti, Firenze 1994, voll. 3.